# Flash (Queen)
Flash is een nummer van de Britse rockband Queen en geschreven door gitarist Brian May. Het is het titelnummer van de film Flash Gordon. De gehele soundtrack is geschreven en gespeeld door Queen.
Het nummer is uitgebracht in twee versies. De albumversie (Flash's Theme) is het begin van de film, met alle dialogen van de eerste scène. De singleversie bevat ook dialogen van andere delen van de film. Deze versie staat op het album Greatest Hits uit 1981.
Flash is een duet tussen Freddie Mercury en May, waarbij Roger Taylor de hoge harmoniezang voor zijn rekening neemt. Behalve bas en drum speelt May alle instrumenten. Hij gebruikte een Bösendorfer Imperial Grand Piano, met 97 toetsen in plaats van 88 zodat er een extra octaaf aan de lage kant zit. Ook gebruikte hij een Oberheim OB-X synthesizer (die hij bespeelt in de videoclip) en natuurlijk zijn zelfgebouwde gitaar de Red Special.

## Coverversies en gebruik door anderen
- In 1988, gebruikte Public Enemy een sample van "Flash" voor hun nummer "Terminator X to the Edge of Panic" van hun album It Takes a Nation of Millions to Hold Us Back.
- De Duitse technogroep Vanguard nam meerdere remixes op van het nummer voor gebruik in dansclubs.
- De titelsong van de anime The Big O heeft veel gelijkenissen met Flash.
- Het nummer wordt als openingsnummer gebruikt door Tenacious D op hun Complete Masterworks DVD.
- Het nummer wordt gebruikt in de film Blades of Glory.
- Tom Gordon van het honkbalteam Philadelphia Phillies gebruikt dit nummer als hij het veld opkomt.

## Live-uitvoeringen
- Queen on fire - Live at the Bowl
- Queen Live At rock Montreal

## Hitnotering
| Flash in de Single Top 100 - binnen: 27 december 1980 | Flash in de Single Top 100 - binnen: 27 december 1980 | Flash in de Single Top 100 - binnen: 27 december 1980 | Flash in de Single Top 100 - binnen: 27 december 1980 | Flash in de Single Top 100 - binnen: 27 december 1980 | Flash in de Single Top 100 - binnen: 27 december 1980 | Flash in de Single Top 100 - binnen: 27 december 1980 | Flash in de Single Top 100 - binnen: 27 december 1980 | Flash in de Single Top 100 - binnen: 27 december 1980 |
| Week                                                  | 1                                                     | 2                                                     | 3                                                     | 4                                                     | 5                                                     | 6                                                     | 7                                                     |                                                       |
| ----------------------------------------------------- | ----------------------------------------------------- | ----------------------------------------------------- | ----------------------------------------------------- | ----------------------------------------------------- | ----------------------------------------------------- | ----------------------------------------------------- | ----------------------------------------------------- | ----------------------------------------------------- |
| Nummer                                                | 22                                                    | 20                                                    | 13                                                    | 27                                                    | 33                                                    | 29                                                    | 45                                                    | uit                                                   |